# Wolfgang Müller-Lauter

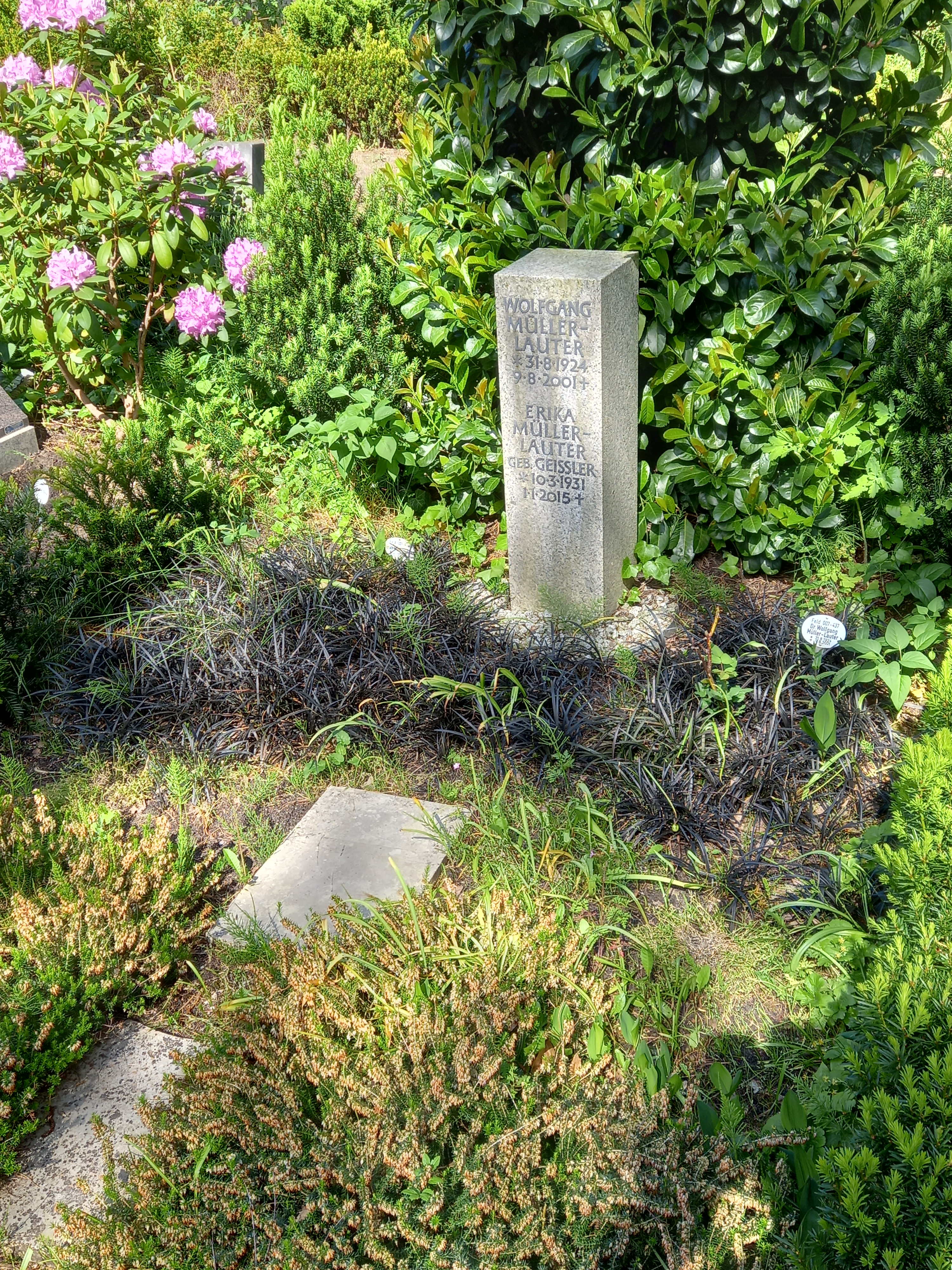
Das Grab von Wolfgang Müller-Lauter und seiner Ehefrau Erika geborene Geissler auf dem Friedhof Zehlendorf in Berlin (Feld 007-437)

Wolfgang Müller-Lauter, geboren als Wolfgang Siegfried Müller (* 31. August 1924 in Weimar; † 9. August 2001 in Berlin), war ein deutscher Philosoph. Er hat insbesondere durch seine Nietzsche-Interpretationen Bekanntheit erlangt.

## Leben
Wolfgang Müller-Lauter besuchte das Friedrich-Schiller-Gymnasium in Weimar, studierte Philosophie an der Freien Universität Berlin und wurde dort gegen Ende seiner Studienzeit wissenschaftlicher Assistent bei Wilhelm Weischedel, der ihn 1959 mit einer Dissertation über Möglichkeit und Wirklichkeit bei Martin Heidegger promovierte (erschienen 1960). Seit dem Wintersemester 1961/1962 war er Ordentlicher Professor für Philosophie an der Kirchlichen Hochschule Berlin und in den Jahren 1974 bis 1976 Rektor. 1991 wurde er emeritiert. Seit 1993 war er Professor Emeritus der Humboldt-Universität zu Berlin, da die Kirchliche Hochschule in deren Theologische Fakultät überführt wurde. Er war Gründungs- und Beiratsmitglied der Nietzsche-Gesellschaft in Naumburg. 1996 wurde Müller-Lauter als erster Preisträger mit dem Friedrich-Nietzsche-Preis des Landes Sachsen-Anhalt ausgezeichnet. Nach langer Krankheit verstarb er am 9. August 2001. Sein wissenschaftlicher Nachlass befindet sich seit 2012 im Nietzsche-Dokumentationszentrum Naumburg.

## Philosophie
Müller-Lauter ist heute vor allem wegen seiner Nietzsche-Interpretationen bekannt. Auf den jungen Müller-Lauter wirkte der durch die Nationalsozialisten propagandistisch genutzte Nietzsche allerdings „abstoßend“.  Wichtig für ihn war zuerst Jean-Paul Sartre, und dessen Hauptwerk Das Sein und das Nichts führte ihn zu Heideggers Sein und Zeit, dem er seine Dissertation widmete. Danach wandte er sich der Thematik des Nihilismus zu. Dieses Grundthema durchzieht von da an seine Auseinandersetzung mit so unterschiedlichen Denkern wie Weischedel, Heidegger, Albert Camus und Sartre, Johann Gottlieb Fichte und Friedrich Heinrich Jacobi, Fjodor M. Dostoewskij und Friedrich Nietzsche. 
Zu den systematisch orientierten Arbeiten zählt insbesondere seine kritische Auseinandersetzung mit Weischedels Aufsatz Philosophische Theologie im Schatten des Nihilismus (1962). Im Sommersemester 1963 begann Müller-Lauter seine Untersuchungen zur Frühgeschichte des Nihilismusbegriffs, insbesondere zu Jacobi und Fichte. Schon der Titel seiner Auseinandersetzung mit Weischedel, „Zarathustras Schatten hat lange Beine…“ (1962), weist auf Nietzsche hin. Das Interesse für Nietzsche entsteht also im thematischen Kontext des Nihilismus, wie auch der Titel der im Wintersemester 1962/1963 angekündigten Vorlesung zeigt: „Nietzsche und die Folgen. Zur Problematik des Nihilismus“.
1971 erschien Müller-Lauters bekanntestes Buch, Nietzsche. Seine Philosophie der Gegensätze und die Gegensätze seiner Philosophie. Beachtet wurde hier vor allem die Heidegger-Kritik. Heidegger sieht in Nietzsche den Vollender der Metaphysik; dessen Versuch, sie zu überwinden, müsse zuletzt scheitern. Bei Müller-Lauter gelangt Nietzsche dagegen weiter, letzten Endes auch über Heidegger hinaus. Noch Heideggers Nietzsche-Lektüre sei bestimmt von der Deutung des Willens zur Macht als ursprünglicher Einfachheit und metaphysischer Einheit. Aber der Singular Wille zur Macht täuscht: Müller-Lauter arbeitet gerade „die Vielheit von Willen zur Macht als das nach Nietzsche ‚Letztgegebene‘“ heraus, eine Vielheit von ‚Quanten‘, „die nicht auf das Eine eines metaphysisch Gründenden zurückgeführt werden dürfen“.  Sie sind auch keine Atome oder Monaden, sondern Prozesse, plurale Prozesse. Die ‚Lehre’ vom Willen zur Macht ist also nicht Nietzsches Metaphysik; die ‚Lehre‘ selbst, der zufolge die Willen zur Macht interpretieren, hat perspektivischen, interpretatorischen Charakter.
Zusammen mit Mazzino Montinari und mit Heinz Wenzel gründete Müller-Lauter 1972 die Zeitschrift „Nietzsche-Studien. Internationales Jahrbuch für die Nietzsche-Forschung“ und die Reihe Monographien und Texte zur Nietzsche-Forschung (beide beim Verlag Walter de Gruyter), deren Mitherausgeber er bis 1996 war. Nach Mazzino Montinaris Tod, im Herbst 1986, übernahm Müller-Lauter die Mitherausgeberschaft der Kritischen Gesamtausgabe der Werke Friedrich Nietzsches (KGW). Seit 1990 hatte er zusammen mit Karl Pestalozzi auch die Supplementa Nietzscheana (ebenfalls beim Verlag Walter de Gruyter) herausgegeben.

## Werke

### Monographien
- Möglichkeit und Wirklichkeit bei Martin Heidegger. de Gruyter, Berlin, 1960.
- Nietzsche. Seine Philosophie der Gegensätze und die Gegensätze seiner Philosophie. de Gruyter, Berlin/New York, 1971, ISBN 3-11-003577-4.
- Dostoevskijs Ideendialektik. de Gruyter, Berlin/New York, 1974, ISBN 3-11-005731-X.
- Über Werden und Wille zur Macht. Nietzsche-Interpretationen I. de Gruyter, Berlin/New York, 1999, ISBN 3-11-013451-9.
- Über Freiheit und Chaos. Nietzsche-Interpretationen II. de Gruyter, Berlin/New York, 1999, ISBN 3-11-013452-7.
- Heidegger und Nietzsche. Nietzsche-Interpretationen III. de Gruyter, Berlin/New York, 2000, ISBN 3-11-016791-3.
- Philosophische Probleme des Idealismus und des neuzeitlichen Nihilismus, herausgegeben v. Elke Axmacher, Berlin (Privatdruck Frank & Timme) o. J. [2012].

### Aufsätze
- Zarathustras Schatten hat lange Beine .... In: Evangelische Theologie 23. 1963, 113–131.
- Kants Widerlegung des materialen Idealismus. In: Archiv für Geschichte der Philosophie 46. 1964, 60–82.
- Nihilismus als Konsequenz des Idealismus. In: Denken im Schatten des Nihilismus. Festschrift für Wilhelm Weischedel. hg. von Alexander Schwan, Darmstadt 1975, 113–163.
- Nietzsches Lehre vom Willen zur Macht. In: Nietzsche-Studien 3 (1974), 1–60.
- Der Organismus als innerer Kampf. Der Einfluß von Wilhelm Roux auf Friedrich Nietzsche. In: Nietzsche-Studien 7. 1978, 189–235.
- Das Willenswesen und der Übermensch. Ein Beitrag zu Heideggers Nietzsche-Interpretationen. In: Nietzsche-Studien 10/11, 1981/1982, 132–192.
- Nietzsches Auf-lösung des Problems der Willensfreiheit. In: Nietzsche heute. Die Rezeption seines Werkes nach 1968. 15. Amherster Kolloquium zur deutschen Literatur, hg. von Sigrid Bauschinger, Susan L. Cocalis, Sara Lennox. Bern/Stuttgart 1988, 23–73.
- Ständige Herausforderung. Über Mazzino Montinaris Verhältnis zu Nietzsche. In: Nietzsche-Studien 18 (1989), 32–82.
- Der Wille zur Macht als Buch der 'Krisis' philosophischer Nietzsche-Interpretation. In: Nietzsche-Studien 24. 1995, 223–260.
- Über 'Nietzsches Folgen' und Nietzsche. In: Nietzscheforschung 4. 1998, 21–40.

### Herausgeberschaften
- Kategorien der Existenz. Festschrift für Wolfgang Janke, hrsg. v. Manfred Baum, Klaus Düsing, Klaus Held, Jochem Hennigfeld und Wolfgang Müller-Lauter. Königshausen & Neumann, Würzburg 1993, ISBN  978-3-8847-9797-6.

### Bibliographien
- Verzeichnis der Schriften Wolfgang Müller-Lauters. In: Günter Abel, Jörg Salaquarda (Hg.): Krisis der Metaphysik – Wolfgang Müller-Lauter zum 65. Geburtstag. Walter De Gruyter, Berlin / New York 1989, ISBN 3-11-011269-8.
- Johannes Neininger: Personalbibliographie Wolfgang Müller-Lauter. In: Nietzsche Studien. Internationales Jahrbuch für die Nietzsche-Forschung 30. 2001, ISSN 0342-1422, S. 534–537.